# Blevaincourt
Blevaincourt ist eine französische Gemeinde mit 91 Einwohnern (Stand: 1. Januar 2022) im Département Vosges in der Region Grand Est. Sie gehört zum Arrondissement Neufchâteau und zum Gemeindeverband Les Vosges côté Sud-Ouest. Die Bewohner werden Espagnols genannt, weil einer Überlieferung nach Spanier den Bewohnern zu Hilfe kamen, als die Straßen brannten.

## Geografie

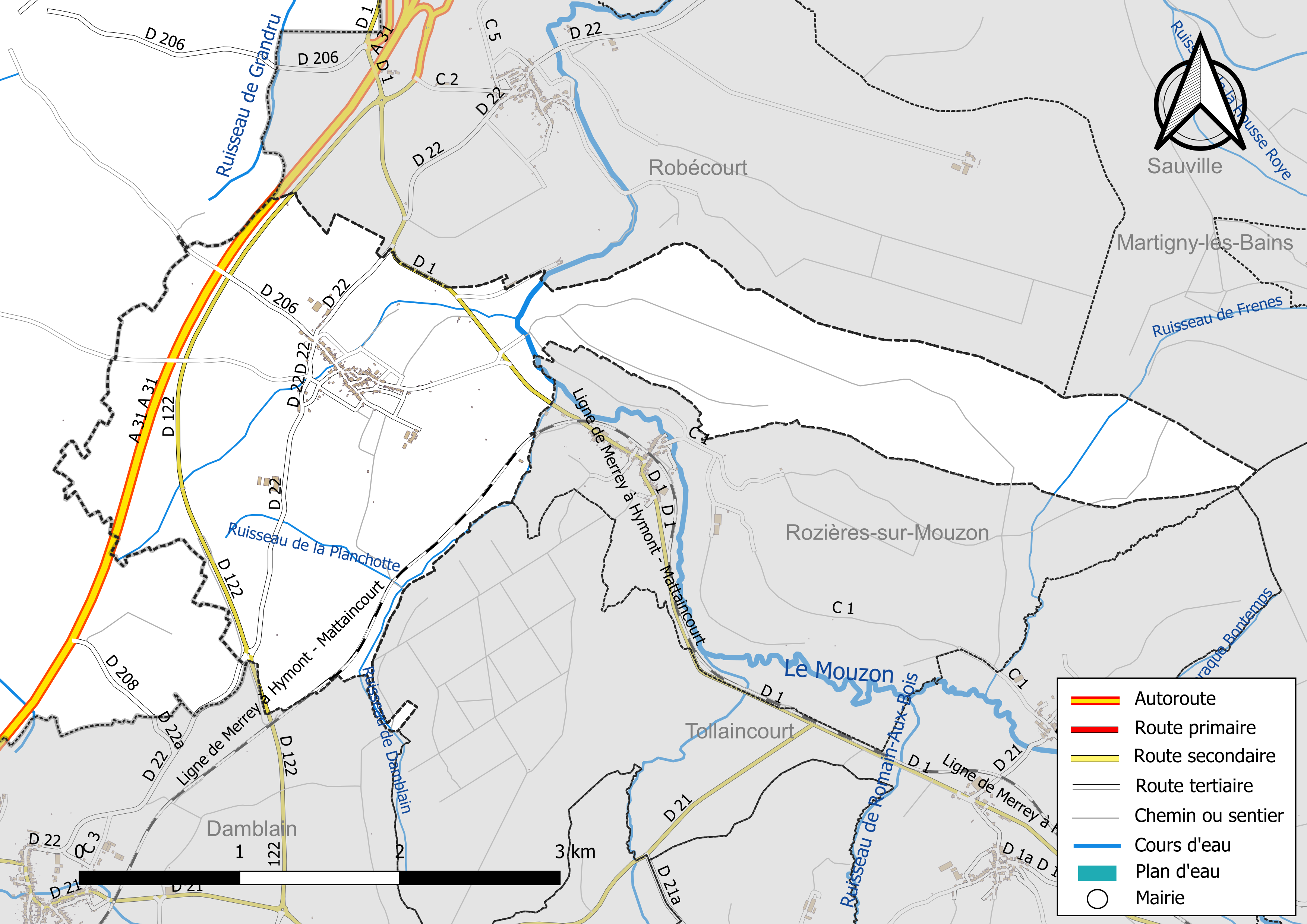
Gewässer und Straßen der Gemeinde

Blevaincourt liegt am östlichen Rand der Landschaft Bassigny, etwa 21 Kilometer südwestlich von Vittel. Die Gemeinde liegt im Einzugsgebiet des Rheins. Sie wird durch den Mouzon, den Ruisseau de Damblain, den Ruisseau de Frenes, den Ruisseau de la Planchotte und den Ruisseau de la Rouille entwässert. Während das Dorf Blevaincourt im Westen der Gemeinde auf etwa 350 m Höhe liegt und von Acker- und Wiesenflächen umgeben ist, besteht die vier Kilometer weit nach Osten ausladende Ausbuchtung des 8,75 km² umfassenden Gemeindeareals aus einem geschlossenen Waldgebiet (Le Creuchot) mit Höhen von knapp über 400 m.
Umgeben wird Blevaincourt von den Nachbargemeinden Robécourt im Norden, Sauville, Villotte im Osten, Tollaincourt im Südosten und Süden, Rozières-sur-Mouzon im Süden, Damblain und Germainvilliers im Südwesten, Champigneulles-en-Bassigny im Westen sowie Chaumont-la-Ville im Nordwesten.

## Toponymie
Der Name des Dorfes tauchte erstmals urkundlich im Jahr 1239 als Boveleincort auf. Die Schreibweise des Namens änderte sich von Bleacort (1246) über Bowlaincort (1258), Blouvaincort und Bloveincort (1271), Blovincourt (1312), Böovencort (1313), Blouvaincourt (1333), Blevaincourt (1452), Bleuvaincourt (1487), Blevancourt (1495), Blevincour (1656), Blenaincourt (spätes 17. Jahrhundert) und Blevincourt (1767) zum seit 1790 unverändert bestehenden Blevaincourt.

## Bevölkerungsentwicklung
| Jahr      | 1962 | 1968 | 1975 | 1982 | 1990 | 1999 | 2010 | 2021 |
| Einwohner | 190  | 200  | 170  | 181  | 147  | 133  | 104  | 93   |

Im Jahr 1846 wurde mit 534 Bewohnern die bisher höchste Einwohnerzahl ermittelt. Die Zahlen basieren auf den Daten von cassini.ehess und INSEE.

## Sehenswürdigkeiten
- Kirche Saint-Pierre, erbaut 1844
- Kapelle Saint-Jacques
- Brunnen
- Wasserturm

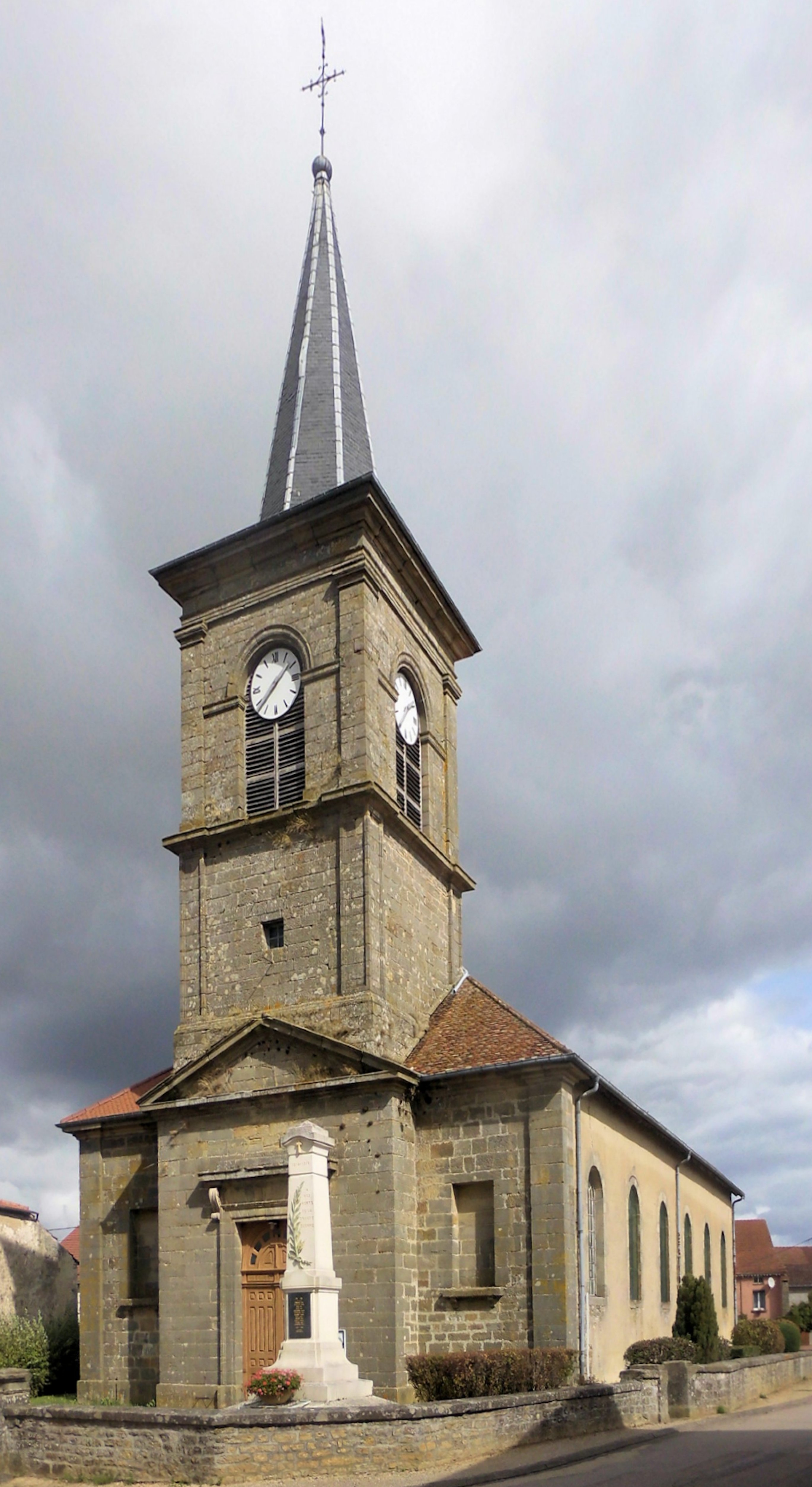
Kirche Saint-Pierre
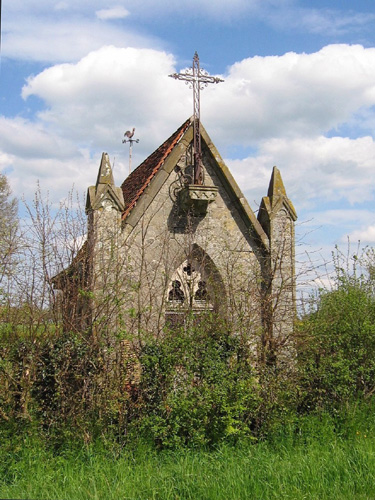
Kapelle Saint-Jacques
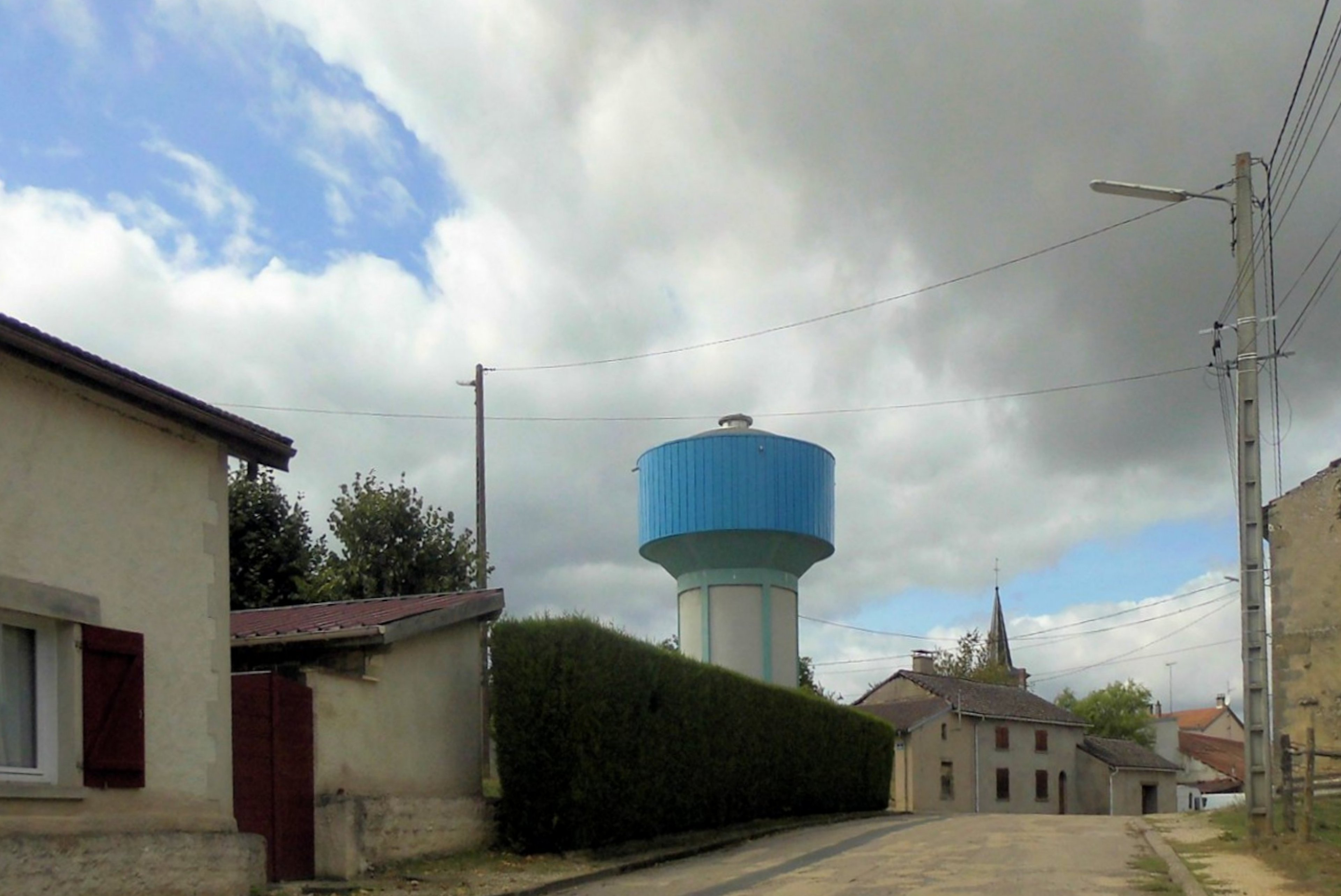
Wasserturm

## Wirtschaft und Infrastruktur
In Blevaincourt gibt es neben einigen Landwirten einen Bäcker, einen Metzger, zwei Tischlereibetriebe und ein Sägewerk.
Der zwei Kilometer östlich von Blenaincourt gelegene Bahnhof Rozières-sur-Mouzon liegt an der Bahnlinie von Nancy nach Culmont-Chalindrey, die von der TER Grand Est betrieben wird. Durch den Westen der Gemeinde verläuft die Autoroute A31.

## Belege
1. ↑  Toponymie auf blevaincourt.free.fr (französisch)
2. ↑  Blevaincourt auf cassini.ehess
3. ↑  Blevaincourt auf INSEE
4. ↑  Betriebe auf blevaincourt.free.fr (französisch)